# 나산 공항
나산 공항(영어: Nà Sản Airport, IATA: SQH, ICAO: VVNS)은 베트남 선라성 마이선현에 위치한 공항이다. 현재, 나산 공항에는 운항중인 항공편이 없다.

## 역사

### 인도차이나 전쟁 (1946 – 1954)
나산 공항은 1950년 프랑스군에 의해 나산(Na Sản)에 있는 군 전초기지의 일부로 건설되었다. 당초 공항에는 짧은 점토 활주로가 있었으나 더글러스 DC-3와 같은 대형기가 착륙할 수 있도록 천공 철판(마스턴 매트)으로 확장되고 포장되었다. 1952년 10월, 전초기지는 나산 전투가 벌어질 베트민에 대항하는 외곽 방어 요새를 만들기 위해 요새화되었다. 1952년 12월 전투가 끝난 후, 프랑스는 그 지역에 대한 지배권을 유지했다. 1953년 8월 프랑스군은 전초 기지에서 철수했고 나산 공항은 그 후 버려졌다.

### 제2인도차이나 전쟁 (1954 ~ 현재)
베트남 민주공화국 당국 하에, 1958년 에어베트남이 하노이 자럼 공항에서 나산 - 디엔비엔푸 공항까지 안토노프 An-2로 비행하기 시작하면서 공항이 운항을 재개했다. 베트남 통일 이후 1994년부터 2004년 5월까지 "업그레이드와 정비"를 위해 공항이 폐쇄되었다. 그 이후로 공항 이용은 중단되었다.

## 사용
공항이 폐쇄됨에 따라 현재 나산 공항에 대한 예약된 운항 서비스는 없다. 2015년 1월에는 공항의 업그레이드를 제안하였다. 2030년까지의 비전을 담은 2020년 계획에 따르면 2020년까지 연간 90만 명의 승객을 처리할 수 있는 복합 국내 공항이 되고, 2030년에는 150만 명의 단일 활주로가 2600m까지 확장된다. 그러나 나산 공항은 2018년 2월 발표된 베트남 항공운송 개발의 수정계획에서 탈락했다. 이로 인해 베트남 북서부 지역의 유일한 공항인 나산에서 서쪽으로 110km 떨어진 디엔비엔푸 공항이 떠나고 나산 공항의 미래는 불투명하다.

## 같이 보기
- 베트남의 공항 목록